# غرطر أنيق
غرطر أنيق (الاسم العلمي: Thamnophis elegans) (بالإنجليزية: western terrestrial garter snake )‏ هو نوع من الزواحف يتبع جنس الغرطر من فصيلة الأحناش.